# Estabilidad de los precios
La estabilidad de precios es un elemento fundamental en el contexto de la soberanía alimentaria. La estabilidad de los precios garantiza y asegura que las diferentes comunidades y sociedades puedan acceder de forma asequible a los alimentos nutritivos, fortaleciendo así la seguridad alimentaria y sostenibilidad económica.  Para comprender esta relación es necesario entender diferentes elementos. 

### Definición de estabilidad de precios en el contexto alimentario
La estabilidad de precios hace referencia al mantenimiento de los precios de los alimentos relativamente constantes. Esto implica la no existencia de fluctuaciones y variaciones bruscas que afectan a los productores de los alimentos y a la accesibilidad de los consumidores. Estas variaciones y fluctuaciones pueden estar influenciadas por factores como:
1. Cambios climáticos
2. Políticas comerciales internacionales.
3. Especulación financiera en los mercados de alimentos.
4. Crisis económicas o geopolíticas

La soberanía alimentaria busca fomentar que las comunidades decidan como producir, además de distribuir y consumir los alimentos de una manera sostenible y comprometida medioambientalmente. La estabilidad de los precios influye de gran medida en esta soberanía por diferentes razones. En primer lugar, protege a los pequeños productores, haciendo que estos no se enfrenten a fluctuaciones extremas que puedan generar la quiebra y la reducción de la producción local. En segundo lugar, asegura un acceso equitativo de la población a alimentos básicos, y, en tercer lugar, fomenta y contribuye a economías y mercados locales para crear una base estable para las inversiones agrícolas. 

### Factores que contribuyen a la estabilidad de los precios

##### Producción diversificada y sostenible
Cultivar gran variedad y diversidad de productos fomenta la independencia de un solo cultivo y reduce riesgos, lo cual, genera una mayor estabilidad y regulación de los precios. Cuando las comunidades de agricultores se concentran en un cultivo único (monocultivo), se encuentran vulnerables a peligros climáticos, plagas y variaciones en el mercado mundial, además, la producción diversificada emplea métodos agroecológicos, tales como la rotación de cultivos y la agroforestería, que resguardan la fertilidad del terreno y disminuyen su susceptibilidad al cambio climático. Esto reduce la fluctuación en la producción y, consecuentemente, en los precios.
Políticas agrícolas locales
Las políticas agrícolas generan una estabilidad, ya que, cualquier política se hace con el fin de regular. Subsidios, precios mínimos garantizados y almacenamiento estratégico de alimentos son algunas de las políticas que fomentan la estabilidad de precios. Cuando los gobiernos fijan precios mínimos para determinados productos de la agricultura esencial, resguardan a los agricultores de precios injustos y bajos en el mercado y aseguran la estabilidad de la oferta. Además, brindar soporte económico directo a los agricultores facilita la cobertura de costos operativos durante periodos de incertidumbre (como sequías o precios bajos). Esto garantiza la continuidad tanto de la producción como de la provisión.

##### Comercio justo y regulado
Evitar una dependencia desmedida de las importaciones resguarda a los mercados locales de las variaciones globales. En cambio, restringir las exportaciones estratégicas en periodos de crisis alimentaria asegura la seguridad a nivel global. En cambio, el comercio equitativo promueve vínculos directos entre productores y consumidores, suprimiendo intermediarios que a menudo elevan los precios. Esto garantiza tanto los beneficios de los productores agrícolas como los gastos para los consumidores. Adicionalmente, la especulación en los mercados de futuros agrícolas puede provocar incrementos artificiales en los precios. Las normativas gubernamentales que restrinjan estas prácticas fomentan precios más equitativos y constantes.

##### Infraestructura y acceso al mercado
Es imprescindible una infraestructura apropiada y un acceso equitativo a los mercados para mantener una cadena de suministro eficaz y a precios asequibles. El incremento del transporte y almacenaje mediante infraestructuras como vías, sistemas ferroviarios y almacenes posibilita que los alimentos arriben a los mercados de forma puntual y sin residuos, disminuyendo gastos y previniendo incrementos en los precios a causa de la falta. Por otro lado, la posibilidad de acceder a mercados locales y regionales promueve la formación de ferias y mercados comunitarios, lo que promueve que los productores de pequeña escala vendan directamente a los consumidores, disminuyendo intermediarios y gastos de logística. Además, la implementación de tecnologías como plataformas digitales para la compra y venta directa o la organización logística facilita la optimización de rutas de distribución y la predicción de demanda, reduciendo así ineficiencias y gastos.

### Estrategias para promover la estabilidad de los precios

##### Sistemas de reservas alimentarias
Una acción crucial es la implementación de sistemas de reservas de alimentos, ya sea a escala local o nacional. Estas reservas posibilitan a las autoridades y comunidades guardar sobras de producción durante periodos de prosperidad para emplearlos en periodos de falta de recursos. Este método no solo estabiliza los precios, previniendo incrementos drásticos en tiempos de crisis, sino que también garantiza la disponibilidad de alimentos en circunstancias de emergencia. Específicamente, las reservas locales robustecen la soberanía alimentaria al disminuir la dependencia de mercados foráneos y fomentar la autoadministración comunitaria.

##### Agricultura agroecológica
Otro elemento crucial para asegurar la estabilidad es el respaldo a la agricultura agroecológica. Este método, que incorpora prácticas sustentables como la rotación de cultivos, la utilización de abonos orgánicos y la biodiversidad, no solo potencia la salud del suelo y la resistencia al clima, sino que también disminuye la necesidad de recursos externos, como pesticidas y abonos químicos, cuyos costos suelen ser inciertos. La agroecología, al reducir los costos operativos y promover sistemas de producción más independientes, favorece una estabilidad de precios más elevada, tanto para los productores como para los consumidores.

##### Redes de comercio local
Es otra táctica esencial fortalecer las redes de comercio local. Establecer mercados comunitarios y promover el intercambio directo entre productores y consumidores suprime intermediarios que a menudo elevan los precios y brinda a las comunidades un mayor control sobre su economía alimentaria. Estas redes locales promueven la autogestión, disminuyen la dependencia de importaciones susceptibles a variaciones mundiales y fortalecen las relaciones sociales y económicas dentro de la comunidad.

##### Seguros agrícolas
La puesta en marcha de seguros agrícolas tiene un rol crucial en la salvaguarda de los agricultores ante pérdidas inesperadas, tales como sequías, inundaciones o plagas. Este tipo de instrumentos financieros proporciona a los agricultores una red de protección que les facilita seguir funcionando incluso tras lidiar con dificultades. Además, los seguros, al asegurar la continuidad de la producción, contribuyen a preservar la oferta estable y, por ende, los precios en niveles asequibles.